# 紀堯姆·德·洛必達
洛必達侯爵，紀堯姆·弗朗索瓦·安托萬（Guillaume François Antoine, Marquis de l'Hôpital，1661年—1704年2月2日，法語發音：[gijom fʁɑ̃swa ɑ̃twan də lopital]），法國世襲軍官，其後因視力嚴重衰退，改行投身數學。他在數學上的成就主要在微積分，尤其是著作中直觀意念來自其導師約翰·伯努利的洛必達法則，更大大地減低微分運算的難度。

## 生平
洛必達以十五歲之齡解答出帕斯卡的擺線難題。1691年末至1692年7月，他跟隨伯努利學習微積分。其後他集合牛頓、萊布尼茲及伯努利的研究成果加以分析，解決最速降線問題。他在1696年的著作《闡明曲線的無窮小分析》是全世界首本以微分為主要內容的數學教科書，以定義及公理講述變量、無窮小量等微分概念，在早期微積分教學及推廣中起了很大的帶頭及鼓舞作用。但有指，洛必達的《闡明曲線的無窮小分析》之內容，是抄襲伯努利與其談論微積分之信件的內容。除了微分外，他曾在幾何及代數上寫過論文，也有涉足物理力學。他的積分教科書在他逝世後才出版。

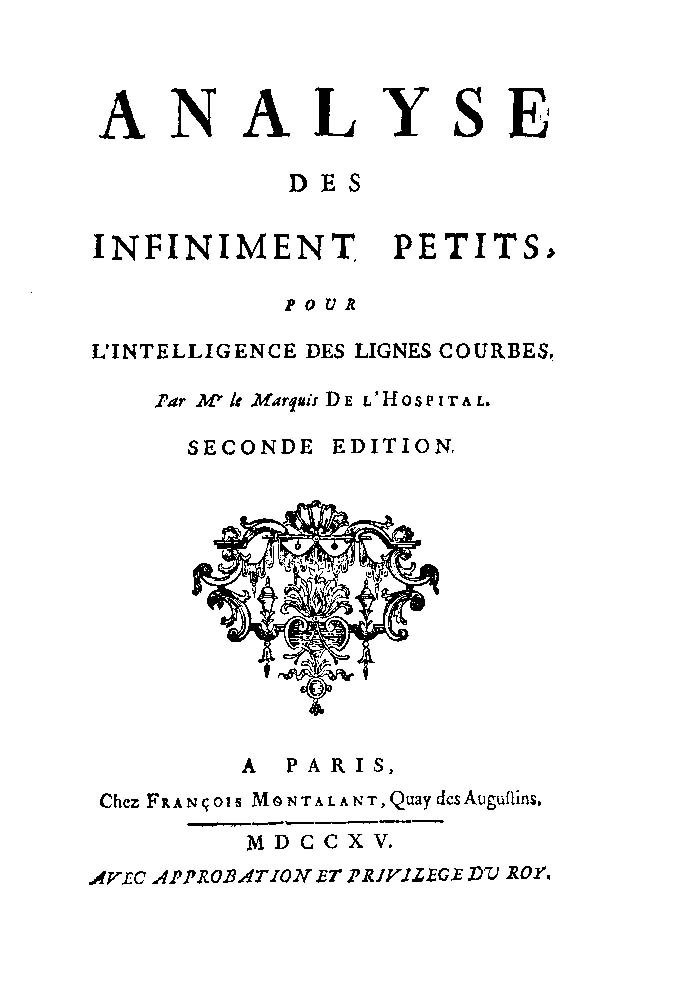
Analyse des infiniment petits pour l'intelligence des lignes courbes
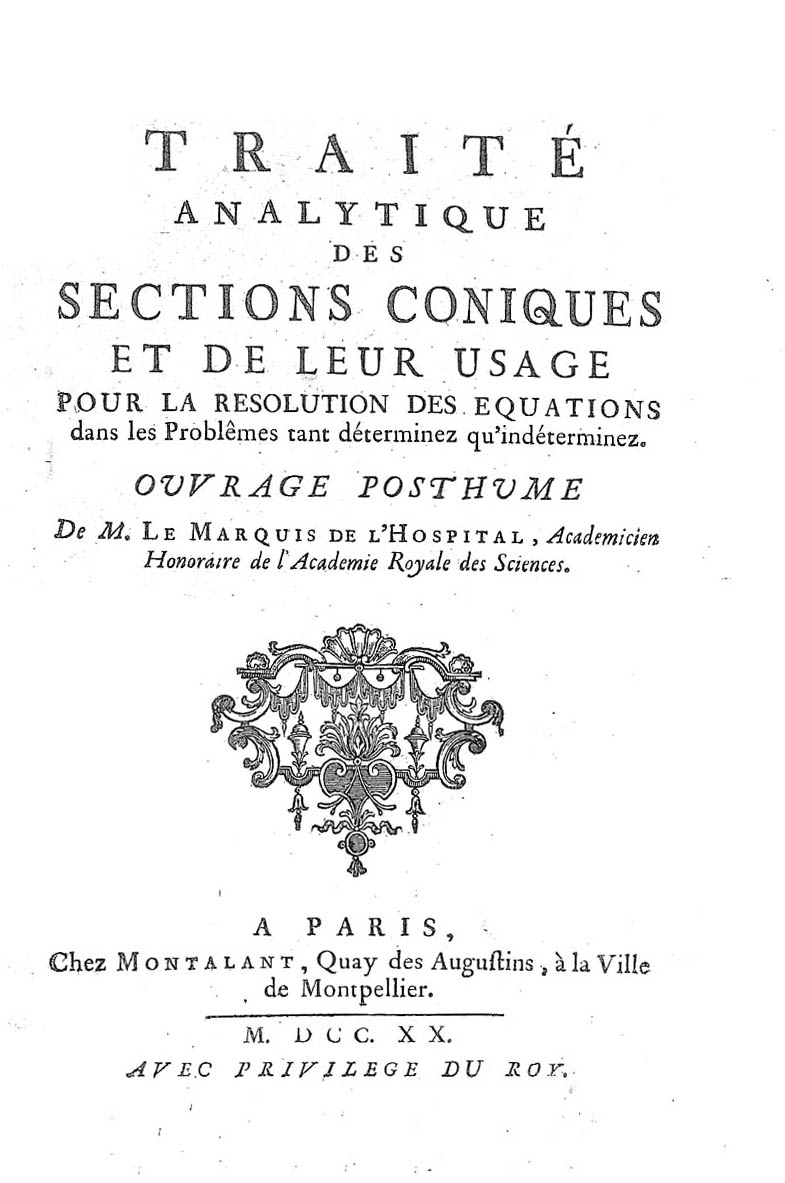
Traité analytique

## 姓氏拼法
洛必達的法語姓氏L'Hôpital古時寫作帶s的L'Hospital。一般認為現拼法不符合歷史，不過卻有證據反駁這看法：在他朋友皮埃爾·伐里農1725年出版的書中，洛必達的姓氏一律寫作L'Hôpital。而達朗貝爾-狄德羅百科全書中，他的姓氏寫作沒有s、o上也沒有變音符號的L'Hopital。

## 著作
- 《闡明曲線的無窮小分析》（Analyse des infiniment petits pour l'intelligence des lignes courbes，1696年出版）
- 《圓錐曲線分析論》（遺稿在1720年出版）